# Казинка (Рязанская область)
Кази́нка — село в Скопинском районе Рязанской области. Расположено в тринадцати километрах от города Скопин. Входит в состав Ильинского сельского поселения.

## Этимология названия
Рязанский краевед Н. Н. Левошин связывает происхождение названия этого села с протекающим в нём ручьем, который мог служить водопоем для диких коз и называться «Козинка», а на местом говоре название трансформировалось в «Казинка».
По другой версии, название «Казинка» может происходить от слова «казистый», что означало «видный» и «красивый».

## История
Село стало известно в 1670 году с переселением в него скопинских посадских людей и строительством Церкви Параскевы Пятницы. До этого на том же месте или рядом был починок Казинка, упоминаний о котором не сохранилось.
В 1784 году церковь была построена заново, а в 1883 году её заменила каменная церковь, которая также сохранила название Пятницкая.
В 1849 г. – раньше, чем в большинстве сел Скопинского уезда, здесь было основано сельское училище, содержавшееся на средства Палаты государственных имуществ. Занятия проводились местным священником в его собственном доме. Поступавшие от государства средства шли на оплату предоставленного помещения и жалованье преподавателю. В 1866 г. в школе обучались 74 мальчика. В 1868 г. в селе действовали 6 ветряных мельниц.
Скопинское земство в 1881 году открыло в Казинке земское начальное училище, в котором была одна классная комната и квартира для учителя. Плата с учеников не бралась. В 1912 году была построена новая школа — каменное двухэтажное здание.
В 1925 в селе была открыта Казинская изба-читальня. При ней функционировало пять кружков, занятия которые посещали более ста человек. В 1927 году в Казинке появилась библиотека.
Зимой 1929 года в Казинке была организована сельскохозяйственная артель. В 1931-32 годах начали работать детские ясли.
10 декабря 1932 года Казинский сельский совет был присоединен к Горловскому району Рязанской области. В 1959 году с изменением административно-территориального деления Горловский район был упразднен, село Казинка вошло в состав Скопинского района. 

## Известные уроженцы
- Митрополит Хризостом (Мартишкин)
- Епископ Платон (Лобанков)

## Население
| 1859 | 1897  | 1906  | 1939  | 2010 |
| ---- | ----- | ----- | ----- | ---- |
| 2433 | ↗3892 | ↗4610 | ↗4852 | ↘570 |

## Достопримечательности

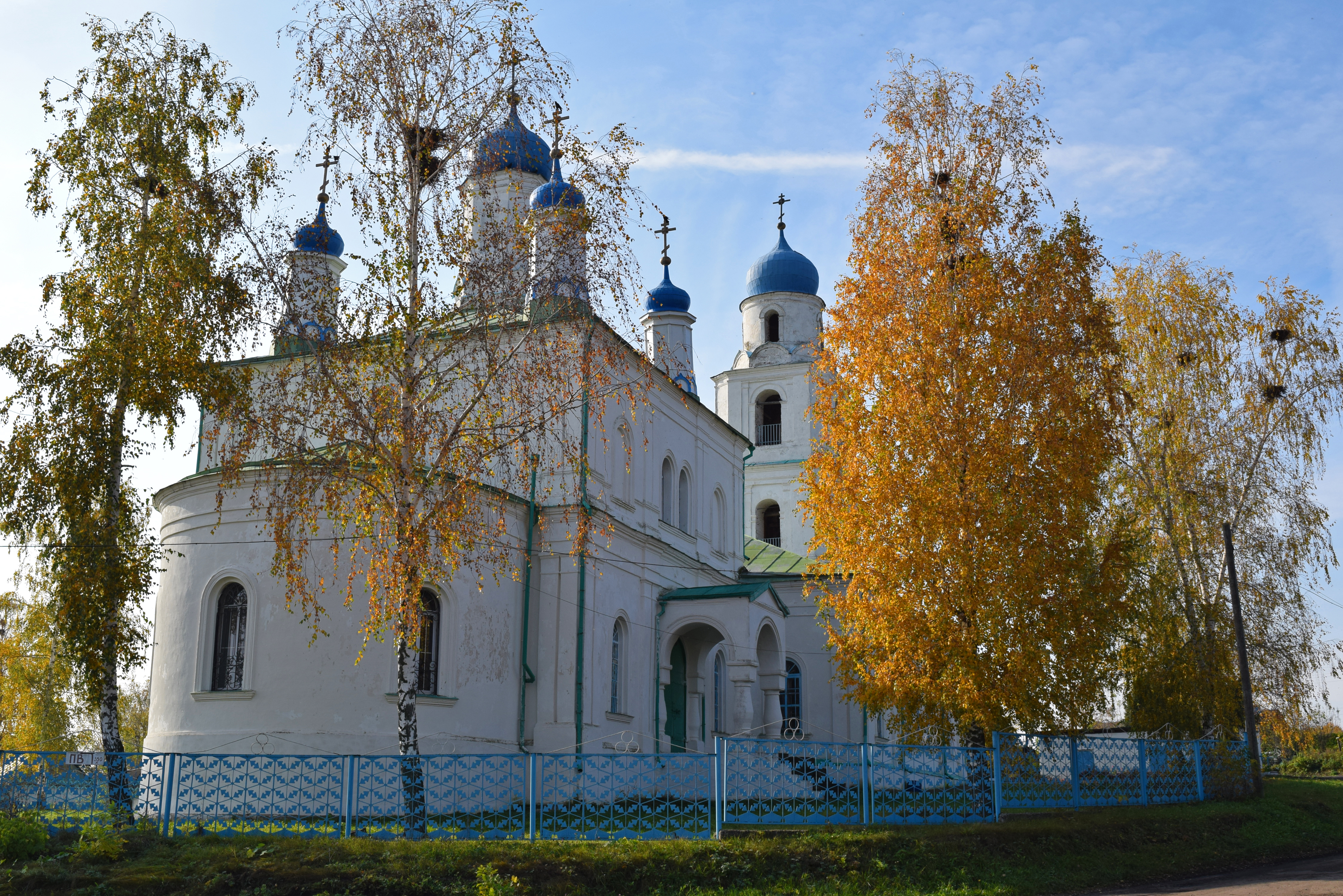
Храм Параскевы Пятницы с. Казинка

Церковь Параскевы Пятницы известна с 1670 года, современное здание построено в 1883 году. В советские годы храм практически не закрывался.
В 1899 г. сорвался и разбился один из колоколов Пятницкой церкви в Казинке, весивший 62 пуда. На средства прихожан он был перелит «с добавлением к весу 7 пудов 20 фунтов».
В 1914 г. в Пятницком храме в Казинке служили священники Григорий Иванович Стрекалов (в 1912 г. был благочинным 2-го округа Скопинского уезда) и Сергей Алексеевич Лебедев. После начала Первой мировой войны в церкви стали чаще молиться за здравие мобилизованных в действующую армию односельчан. В 1915 г. на средства прихожан были промыты стены и возобновлен иконостас в трапезной. В военное время продолжалась традиция
празднования престольного праздника – дня памяти Святой мученицы Параскевы Иконийской 28 октября (10 ноября), который в селе называли просто «Пятница». В этот день храмовые иконы украшались вышитыми полотенцами и салфетками, которые приносили в дар прихожанки. Бытописатели XIX в. сообщают, что в этот день поселяне клали под икону святой «разные плоды» и хранили их до следующего года. Также, «собираясь праздновать в одно
место, они выносили образ Параскевы Мученицы, обвешанный платками и лентами».